# Jehoschua ben Gamla

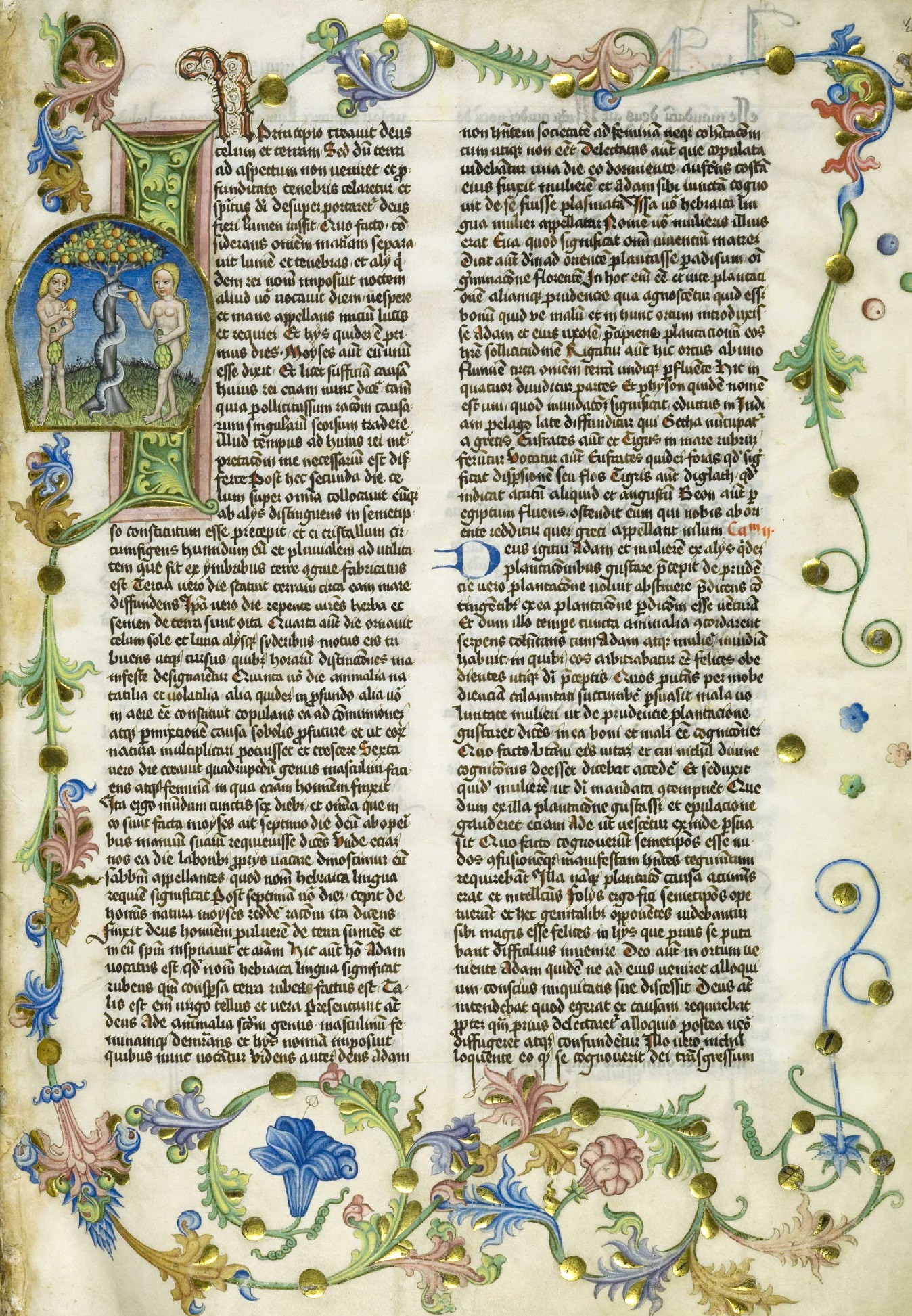
Die meisten Angaben zu Joshua ben Gamla stammen vom jüdischen Schriftsteller Flavius Josephus. Hier eine Ausgabe von 1466, siehe Jüdische Altertümer

Jehoschua ben Gamla, auch Jesus ben Gamala (Hebräisch: יהושע בן גמלא Jesus, Sohn des Gamaliel), war ein Hohepriester des Zweiten Tempels in Jerusalem in der Zeit von 64–65 n. Chr. und ein jüdischer Widerstandskämpfer gegen die Herrschaft von Rom in Palästina.
Jehoschua ben Gamla war ein Freund von Flavius Josephus, einem jüdischen Schriftsteller und Widerständler, der die Seiten wechselte und im Auftrag der römischen Kaiser 93–94 eine Geschichte des jüdischen Volkes, Jüdische Altertümer genannt, veröffentlichte. Jehoschua ben Gamla wurde 64 von König  Agrippa, einem romtreuen Vasallenherrscher, eingesetzt. Er war der Nachfolger von  Jesus ben Damneus, der ebenfalls von König Agrippa eingesetzt worden war. Jehoschua ben Gamla versuchte gemeinsam mit dem ehemaligen Hohepriester Ananus ben Ananus vergeblich, ein gewaltsames Eindringen der Edomiten bei der Belagerung von Jerusalem zu verhindern, und starb 68 in den Kämpfen. Neben Josephus wird Jehoschua ben Gamla im Talmud und der Mischna erwähnt.

## Leben
Jehoschua ben Gamla war möglicherweise mit einer Martha aus dem Geschlecht der Boëthusier (Hebräisch: בייתוסים) verheiratet. Nach dem Talmud soll Martha eine der reichsten Personen Jerusalems gewesen sein. Sie heiratete Jehoschua ben Gamla, nachdem ihr erster Mann gestorben war, was eine Diskussion um das Witwenheiratsverbot der Hohepriester auslöste. Jehoschua ben Gamla setzte sich besonders für eine Volkserziehung ein und gründete laut Talmud im ganzen Land Schulen für Knaben ab dem 7. Lebensjahr. Obwohl er keine priesterliche Ausbildung genossen hatte, wurde er von König Agrippa und dem letzten Statthalter Roms vor dem jüdischen Aufstand, Gessius Florus, zum Hohepriester ernannt. Ausschlaggebend für die Ernennung waren einzig sein Wohlstand und seine Macht durch die Heirat.
Doch schon nach einem Jahr musste er zurücktreten und wurde durch Matthias ben Theophilus, den Sohn des ehemaligen Hohepriesters Theophilus ben Ananus, ersetzt. Nach seiner Absetzung nahm er gemeinsam mit Flavius Josephus am Widerstand gegen die Römer in Galiläa teil. Dabei soll er eine Revolte gegen den damaligen Führer Josephus aufgedeckt haben, in deren Verlauf Josephus durch dessen Vater, Matthias, ersetzt werden sollte. Jehoschua ben Gamla wurde im Jahr 68 während der Belagerung des Jerusalemer Tempels gemeinsam mit Ananus, Sohn des Ananus, von Zeloten umgebracht.